# Helicosporium linderi
Helicosporium linderi är en svampart som beskrevs av R.T. Moore 1954. Helicosporium linderi ingår i släktet Helicosporium och familjen Tubeufiaceae.   Inga underarter finns listade i Catalogue of Life.